# Cucalón (revista)
La revista Cucalón fue un publicación de historietas chilena que estuvo en publicación desde 1986 a 1993 por Themo Lobos. Quien fue dibujante y guionista de la revista Mampato fundada en 1968 por Eduardo Armstrong, quien es el autor del personaje Mampato.
Cucalón era una revista de distribución mensual que incluía una recopilación de historietas realizadas por Themo Lobos a la fecha. Además de la historia principal de Las Aventuras de Ogú y Mampato. Entre algunas de las historias está la de Máximo Chambonez, Ferrilo, Nick Obre, Michote y Pericón, o algunos de formato mini-cómic como las historias de Martín Conejín. 
A partir de marzo de 1988, Cucalón presentaba una colección de las mejores aventuras de Mampato sacadas desde la revista antecesora y fuera de circulación Mampato. . Este año se incluyó la primera aventura de Mampato con su cinto espacio-temporal.
En Chile, reimpresiones pueden ser encontrados en el comercio. No obstante la revista se publicó por última vez en 1993. 
- Datos: Q5192308